# Gerdesius peruvianus
Gerdesius peruvianus is een hooiwagen uit de familie Gonyleptidae.